# Taekwondo nos Jogos Olímpicos de Verão de 2024
As competições de taekwondo nos Jogos Olímpicos de Verão de 2024 em Paris, na França aconteceram entre 7 e 10 de agosto no Grand Palais. Um total de 128 taekwondistas, com distribuição igualitária entre homens e mulheres, competiram em oito categorias de peso diferentes (quatro por gênero), mesma quantidade desde Pequim 2008. Cada categoria de peso é composta por dezesseis competidores; no entanto, esse número pode aumentar se mais taekwondistas forem convidados e selecionados da Equipe Olímpica de Refugiados.

## Qualificação
A competição de taekwondo conta com um total de 128 competidores (64 homens e 64 mulheres) em oito categorias de peso diferentes. Cada Comitê Olímpico Nacional (CON) pode inscrever no máximo oito taekwondistas, sendo no máximo um por categoria de peso e quatro por gênero.
A janela de qualificação se iniciou com as cinco vagas concedidas aos melhores praticantes em cada uma das oito classes de peso (quatro por gênero) através do ranking olímpico da Federação Mundial de Taekwondo (WT) e outra vaga ao melhor taekwondista de cada categoria de peso com base no pontos de mérito acumulados no WT Grand Slam Champions Series de 2023 em Wuxi, China. No início da temporada de 2024, cinco torneios continentais de qualificação ofereceram a maioria das vagas aos dois melhores lutadores de cada categoria de peso da África, Américas, Ásia e Europa; e aos mais bem classificados da Oceania.
O CON que tiver pelo menos dois lutadores de taekwondo feminino ou masculino através do ranking é considerado inelegível para participar do respectivo Torneio de Qualificação Continental, a menos que renuncie às vagas obtidas. Este caminho também se aplica à nação sede, França, com sua reserva de duas vagas masculinas e femininas (uma em cada categoria de peso). Mais quatro vagas tiveram direito os CONs elegíveis interessados em ter seus praticantes competindo em Paris 2024 por meio do convite da Comissão Tripartite.

## Calendário
As competições de taekwondo se iniciaram em 7 de agosto com as categorias mais leves no masculino (–58 kg) e feminino (–49 kg) e se encerraram em 10 de agosto de 2024 com as categorias mais pesadas de ambos os gêneros (+80 kg masculino e +67 kg feminino).
| Q | Eliminatória, quartas e semifinais | F | Repescagem e disputas por medalhas |

| DataEvento              | Qua 7 ago | Qua 7 ago | Qui 8 ago | Qui 8 ago | Sex 9 ago | Sex 9 ago | Sáb 10 ago | Sáb 10 ago |
| ----------------------- | --------- | --------- | --------- | --------- | --------- | --------- | ---------- | ---------- |
| Masculino               |           |           |           |           |           |           |            |            |
| Até 58 kg masculino     | Q         | F         |           |           |           |           |            |            |
| Até 68 kg masculino     |           |           | Q         | F         |           |           |            |            |
| Até 80 kg masculino     |           |           |           |           | Q         | F         |            |            |
| Mais de 80 kg masculino |           |           |           |           |           |           | Q          | F          |
| Feminino                |           |           |           |           |           |           |            |            |
| Até 49 kg feminino      | Q         | F         |           |           |           |           |            |            |
| Até 57 kg feminino      |           |           | Q         | F         |           |           |            |            |
| Até 67 kg feminino      |           |           |           |           | Q         | F         |            |            |
| Mais de 67 kg feminino  |           |           |           |           |           |           | Q          | F          |

## Nações participantes
Ao todo, 61 CONs enviaram seus taekwondistas qualificados, além da equipe dos Atletas Individuais Neutros. Entre parênteses encontra-se representada a quantidade de competidores.
- GER Alemanha (1)
- KSA Arábia Saudita (1)
- ARG Argentina (1)
- AIN Atletas Individuais Neutros (1)
- AUS Austrália (3)
- AUT Áustria (1)
- AZE Azerbaijão (1)
- BEL Bélgica (1)
- BRA Brasil (4)
- BUL Bulgária (1)
- BUR Burquina Fasso (2)
- CAN Canadá (2)
- KAZ Cazaquistão (2)
- CZE Chéquia (2)
- CHI Chile (2)
- CHN China (6)
- KOR Coreia do Sul (4)
- CIV Costa do Marfim (3)
- CRO Croácia (3)
- CUB Cuba (2)
- DEN Dinamarca (1)
- EGY Egito (3)
- EOR Equipe Olímpica de Refugiados (5)
- SLO Eslovênia (1)
- ESP Espanha (4)
- USA Estados Unidos (4)
- FIJ Fiji (2)
- FRA França (4)
- GAB Gabão (1)
- GAM Gâmbia (1)
- GBR Grã-Bretanha (4)
- GBS Guiné-Bissau (1)
- HKG Hong Kong (1)
- HUN Hungria (3)
- IRI Irã (4)
- IRL Irlanda (1)
- ISR Israel (1)
- ITA Itália (3)
- JOR Jordânia (4)
- LES Lesoto (1)
- LBN Líbano (1)
- MKD Macedônia do Norte (1)
- MLI Mali (1)
- MAR Marrocos (2)
- MEX México (2)
- NIG Níger (2)
- NGR Nigéria (1)
- NOR Noruega (1)
- PLE Palestina (1)
- PNG Papua-Nova Guiné (2)
- DOM República Dominicana (2)
- SEN Senegal (1)
- SRB Sérvia (3)
- THA Tailândia (3)
- TPE Taipé Chinês (1)
- TJK Tajiquistão (1)
- TLS Timor-Leste (1)
- TUN Tunísia (4)
- TUR Turquia (5)
- URU Uruguai (1)
- UZB Uzbequistão (5)
- VEN Venezuela (1)

## Medalhistas
Masculino
| Evento                 | Ouro                             | Prata                             | Bronze                                  |
| ---------------------- | -------------------------------- | --------------------------------- | --------------------------------------- |
| Até 58 kg detalhes     | Park Tae-joon KOR Coreia do Sul  | Gashim Magomedov AZE Azerbaijão   | Cyrian Ravet FRA França                 |
| Até 58 kg detalhes     | Park Tae-joon KOR Coreia do Sul  | Gashim Magomedov AZE Azerbaijão   | Mohamed Khalil Jendoubi TUN Tunísia     |
| Até 68 kg detalhes     | Ulugbek Rashitov UZB Uzbequistão | Zaid Kareem JOR Jordânia          | Liang Yushuai CHN China                 |
| Até 68 kg detalhes     | Ulugbek Rashitov UZB Uzbequistão | Zaid Kareem JOR Jordânia          | Edival Pontes BRA Brasil                |
| Até 80 kg detalhes     | Firas Katoussi TUN Tunísia       | Mehran Barkhordari IRI Irã        | Simone Alessio ITA Itália               |
| Até 80 kg detalhes     | Firas Katoussi TUN Tunísia       | Mehran Barkhordari IRI Irã        | Edi Hrnic DEN Dinamarca                 |
| Mais de 80 kg detalhes | Arian Salimi IRI Irã             | Caden Cunningham GBR Grã-Bretanha | Rafael Alba CUB Cuba                    |
| Mais de 80 kg detalhes | Arian Salimi IRI Irã             | Caden Cunningham GBR Grã-Bretanha | Cheick Sallah Cissé CIV Costa do Marfim |

Feminino
| Evento                 | Ouro                                 | Prata                            | Bronze                               |
| ---------------------- | ------------------------------------ | -------------------------------- | ------------------------------------ |
| Até 49 kg detalhes     | Panipak Wongpattanakit THA Tailândia | Guo Qing CHN China               | Mobina Nematzadeh IRI Irã            |
| Até 49 kg detalhes     | Panipak Wongpattanakit THA Tailândia | Guo Qing CHN China               | Lena Stojković CRO Croácia           |
| Até 57 kg detalhes     | Kim Yu-jin KOR Coreia do Sul         | Nahid Kiani IRI Irã              | Skylar Park CAN Canadá               |
| Até 57 kg detalhes     | Kim Yu-jin KOR Coreia do Sul         | Nahid Kiani IRI Irã              | Kimia Alizadeh BUL Bulgária          |
| Até 67 kg detalhes     | Viviana Márton HUN Hungria           | Aleksandra Perišić SRB Sérvia    | Kristina Teachout USA Estados Unidos |
| Até 67 kg detalhes     | Viviana Márton HUN Hungria           | Aleksandra Perišić SRB Sérvia    | Sarah Chaâri BEL Bélgica             |
| Mais de 67 kg detalhes | Althéa Laurin FRA França             | Svetlana Osipova UZB Uzbequistão | Lee Da-bin KOR Coreia do Sul         |
| Mais de 67 kg detalhes | Althéa Laurin FRA França             | Svetlana Osipova UZB Uzbequistão | Nafia Kuş TUR Turquia                |

## Quadro de medalhas

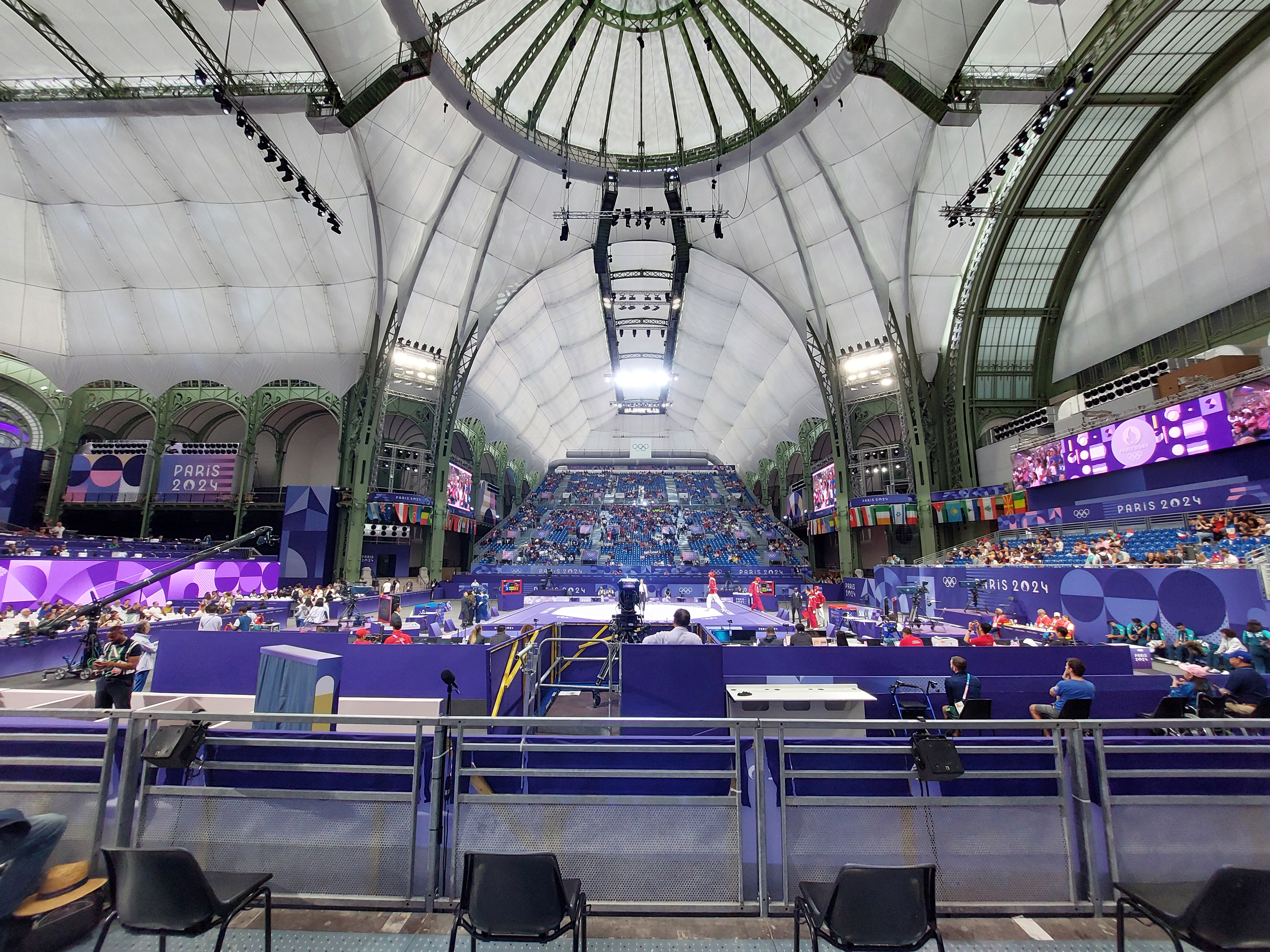
Grand Palais durante as competições de taekwondo

| Ordem | País                | Medalha de ouro | Medalha de prata | Medalha de bronze |    | Ordem por total |
| ----- | ------------------- | --------------- | ---------------- | ----------------- | -- | --------------- |
| 1     | KOR Coreia do Sul   | 2               |                  | 1                 | 3  | 2               |
| 2     | IRI Irã             | 1               | 2                | 1                 | 4  | 1               |
| 3     | UZB Uzbequistão     | 1               | 1                |                   | 2  | 3               |
| 4     | FRA França          | 1               |                  | 1                 | 2  | 3               |
|       | TUN Tunísia         | 1               |                  | 1                 | 2  | 3               |
| 6     | HUN Hungria         | 1               |                  |                   | 1  | 7               |
|       | THA Tailândia       | 1               |                  |                   | 1  | 7               |
| 8     | CHN China           |                 | 1                | 1                 | 2  | 3               |
| 9     | AZE Azerbaijão      |                 | 1                |                   | 1  | 7               |
|       | GBR Grã-Bretanha    |                 | 1                |                   | 1  | 7               |
|       | JOR Jordânia        |                 | 1                |                   | 1  | 7               |
|       | SRB Sérvia          |                 | 1                |                   | 1  | 7               |
| 13    | BEL Bélgica         |                 |                  | 1                 | 1  | 7               |
|       | BRA Brasil          |                 |                  | 1                 | 1  | 7               |
|       | BUL Bulgária        |                 |                  | 1                 | 1  | 7               |
|       | CAN Canadá          |                 |                  | 1                 | 1  | 7               |
|       | CIV Costa do Marfim |                 |                  | 1                 | 1  | 7               |
|       | CRO Croácia         |                 |                  | 1                 | 1  | 7               |
|       | CUB Cuba            |                 |                  | 1                 | 1  | 7               |
|       | DEN Dinamarca       |                 |                  | 1                 | 1  | 7               |
|       | USA Estados Unidos  |                 |                  | 1                 | 1  | 7               |
|       | ITA Itália          |                 |                  | 1                 | 1  | 7               |
|       | TUR Turquia         |                 |                  | 1                 | 1  | 7               |
| TOTAL | TOTAL               | 8               | 8                | 16                | 32 | —               |